# Domingo Martínez Palomo
Domingo Martínez Palomo (8 de febrero de 1954) es un guardia civil español que se desempeñó como secretario general de la Casa de Su Majestad el Rey entre 2014 y 2024.

## Vida pública
Ingresó en la Guardia Civil en 1973. Un año después, tras superar el curso selectivo de ingreso, se incorpora a la Academia General Militar, obteniendo el empleo de teniente de la Benemérita en 1978. Ha estado destinado en la Comandancia de Las Palmas, en el Subsector de Tráfico de Castellón y en la Academia de la Agrupación de Tráfico.
En 1981 inicia su andadura en la Casa de S. M. el Rey, cuando es destinado al Servicio de Seguridad, donde presta sus servicios hasta abril de 1996. Por Real Decreto 654/1996, de 18 de abril, es nombrado jefe del Gabinete de Planificación y Coordinación de la Secretaría General, cargo que ocupó hasta junio de 2014.
En 2009 y por Decreto Nacional N° 1716/09, del 10 de noviembre sancionado por la presidenta de la Nación Argentina, Cristina Fernández de Kirchner, es condecorado con la Gran Cruz de la Orden del Libertador San Martín.
Por Real Decreto 566/2014, de 27 de junio, fue nombrado secretario general de la Casa de Su Majestad el Rey. Asimismo, mientras ejerció este cargo también fue vocal del Consejo de Administración del Patrimonio Nacional.
Fue promovido al empleo de teniente general de la Guardia Civil por Real Decreto 888/2015, de 2 de octubre.
Cesó como secretario general en 2024, tras más de diez años en el cargo. Por sus servicios, se le concedió la Gran Cruz de la Real y Distinguida Orden Española de Carlos III.